# Verkiezingen voor het Europees Parlement 2024 in België
In 2024 vinden in de 27 lidstaten van de Europese Unie de Europees Parlementsverkiezingen plaats. Deze worden vijfjaarlijks gehouden, dit jaar van donderdag 6 tot en met zondag 9 juni. De verkiezingen in België zijn op 9 juni 2024 en vallen samen met de federale en regionale verkiezingen.
Elke EU-lidstaat heeft op grond van zijn inwonertal een specifiek aantal zetels in het Europees Parlement, de Belgische kiesgerechtigden, die een stemplicht hebben, kunnen 22 parlementsleden verkiezen. Dat is één zetel meer dan in 2014 en 2019, wat te maken heeft met de uittreding van het Verenigd Koninkrijk uit de Unie in 2020 (Brexit).  Er worden 13 Nederlandstalige leden gekozen door het Nederlands kiescollege (één meer dan in 2019), acht Franstalige leden door het Frans kiescollege en een Duitstalig lid door het Duitstalig kiescollege. In het arrondissement Brussel-Hoofdstad en zes faciliteitengemeenten hebben kiezers de keuze tussen het Nederlands en Frans kiescollege. 
Het is de eerste verkiezing van een volksvertegenwoordiging in België waarbij jongeren vanaf 16 jaar kiesgerechtigd zullen zijn. In 2024 oordeelde het Grondwettelijk Hof dat voor de 16- en 17-jarigen dezelfde opkomstplicht geldt als voor meerderjarige kiezers.
Het Europees Parlement heeft samen met de Europese Raad de wetgevings- en begrotingstaak in de Unie en het oefent namens de burgers de politieke controle uit op de uitvoerende organen.

## Partijfamilies, partijen en kandidaten
De EU-burgers laten zich vanaf 2020 vertegenwoordigen door 720 Europarlementariërs. Bij de verkiezingen voor het Europees Parlement kunnen de inwoners van een lidstaat echter uitsluitend stemmen op een kandidaat met de eigen nationaliteit. Hier bestaat kritiek op omdat een politicus met een andere nationaliteit de eigen standpunten van een kiezer beter zou kunnen vertegenwoordigen dan een Belg en omgekeerd. In het Europees Parlement zijn zogenaamde partijfamilies opgericht waarbinnen verschillende nationale partijen samenwerken die zich tot een zelfde politieke bloedgroep rekenen. Er bestaat geen sterke fractiediscipline dus bijvoorbeeld de Belgische nationale partijen Groen en Volt, die zich tot de politieke familie 'Groenen/EVA' rekenen, kunnen in het Europees Parlement hun eigen zichtwijze uitdragen.

### Spitzenkandidaten
Sinds 2014 wordt er gewerkt met een lijst van zogenaamde Spitzenkandidaten. Dat zijn de politici die door de verschillende Europese partijfamilies worden gezien als de mogelijke nieuwe voorzitter van de Europese Commissie. Het is de bedoeling dat zij Europawijd campagne tegen elkaar voeren. De Europese partijen ALDE en EDP en de nationale Franse partij Renaissance voeren gezamenlijk campagne onder het motto 'Renew Europe Now' en hebben alle drie een eigen Spitzenkandidat voorgedragen.

### Lijsttrekkers
Van de lijsttrekkers in 2019 kondigden Geert Bourgeois (N-VA) na een ambtstermijn en Guy Verhofstadt (Open Vld) na drie ambtstermijnen aan zich niet opnieuw kandidaat te stellen in 2024. Gerolf Annemans (Vlaams Belang) is na twee ambtstermijnen geen lijsttrekker meer.
Hieronder staan de lijsttrekkers van de partijen:
| Europese fractie | Europese fractie | Nederlands kiescollege | Nederlands kiescollege | Nederlands kiescollege | Frans kiescollege | Frans kiescollege | Frans kiescollege  | Duitstalig kiescollege | Duitstalig kiescollege | Duitstalig kiescollege |
| Europese fractie | Europese fractie | Partij                 | Partij                 | Lijsttrekker           | Partij            | Partij            | Lijsttrekker       | Partij                 | Partij                 | Lijsttrekker           |
| ---------------- | ---------------- | ---------------------- | ---------------------- | ---------------------- | ----------------- | ----------------- | ------------------ | ---------------------- | ---------------------- | ---------------------- |
|                  | ECR              |                        | N-VA                   | Johan Van Overtveldt   |                   |                   |                    |                        |                        |                        |
|                  | EVP              |                        | CD&V                   | Wouter Beke            |                   | Les Engagés       | Yvan Verougstraete |                        | CSP                    | Pascal Arimont         |
|                  | Groenen/EVA      |                        | Groen                  | Sara Matthieu          |                   | Ecolo             | Saskia Bricmont    |                        | Ecolo                  | Shqiprim Thaqi         |
|                  | Groenen/EVA      | Volt                   | Sophie in 't Veld      |                        |                   |                   |                    |                        |                        |                        |
|                  | GUE/NGL          |                        | PVDA                   | Rudi Kennes            |                   | PTB               | Marc Botenga       |                        |                        |                        |
|                  | ID               |                        | Vlaams Belang          | Tom Vandendriessche    |                   |                   |                    |                        |                        |                        |
|                  | RE               |                        | Open Vld               | Hilde Vautmans         |                   | MR                | Sophie Wilmès      |                        | PFF-MR                 | Sacha Brandt           |
|                  |                  |                        |                        |                        |                   |                   | Vivant             | Alain Mertes           |                        |                        |
|                  | S&D              |                        | Vooruit                | Bruno Tobback          |                   | PS                | Elio Di Rupo       |                        | SP                     | Charles Servaty        |
|                  | onbekend         |                        | Voor U                 | Marta Barandiy         |                   |                   |                    |                        |                        |                        |
|                  |                  |                        |                        | DéFI                   | Fabrice Van Dorpe |                   |                    |                        |                        |                        |
|                  |                  |                        |                        | Anticapitalistes       | Denis Verstraeten |                   |                    |                        |                        |                        |
|                  |                  |                        |                        |                        |                   |                   | ProDG              | Liesa Scholzen         |                        |                        |

### Kandidatenlijsten

#### Nederlands kiescollege
| Plaats      | CD&V                   | Groen                      | N-VA                     | Open Vld Renew EU       | PVDA              | Vlaams Belang        | Volt Europa          | Voor U              | Vooruit               |
| Effectieven | Effectieven            | Effectieven                | Effectieven              | Effectieven             | Effectieven       | Effectieven          | Effectieven          | Effectieven         | Effectieven           |
| ----------- | ---------------------- | -------------------------- | ------------------------ | ----------------------- | ----------------- | -------------------- | -------------------- | ------------------- | --------------------- |
| 1           | Wouter Beke            | Sara Matthieu              | Johan Van Overtveldt     | Hilde Vautmans          | Rudi Kennes       | Tom Vandendriessche  | Sophie in 't Veld    | Marta Barandiy      | Bruno Tobback         |
| 2           | Liesbet Sommen         | Thomas Jans                | Assita Kanko             | Willem-Frederik Schiltz | Janneke Ronse     | Barbara Bonte        | Bram Vandeninden     | Dick Van Grembergen | Kathleen Van Brempt   |
| 3           | Peter Verlinden        | Samira Atillah             | Kris Van Dijck           | Stéphanie Anseeuw       | Aymara Polanco    | Gerolf Annemans      | Olivia Ten Horn      | Niels Onderbeke     | Yilmaz Kurtal         |
| 4           | Minou Esquenet         | Jan Steurs                 | Daphné Dumery            | Filip Meirhaeghe        | Zoë Tanghe        | Filip De Man         | Lucas Thijs          | Xavier Troisi       | Nathalie Vanvelthoven |
| 5           | Jan Briers             | Heike Pauli                | Carl Hanssens            | Eva Vanhengel           | Said Ben Touhami  | Ralf Van den Haute   | Bianca Bäumler       | Anna De Smedt       | Nathan Blondé         |
| 6           | Charis Kamoen          | Maarten Tavernier          | Anne Caelen              | Sofie Vandeweerd        | Farid Darmach     | Ann Sinnaeve         | Yonis Le Grand       | Frank De Smedt      | Stephanie Ngongo      |
| 7           | Matthijs Samyn         | Elke Tweepenninckx         | Kyell De Win             | Stijn Wille             | Helin Gümüs       | Delphine Bekaert     | Rebecca Baijer       | Silken Lagae        | Hannes De Geest       |
| 8           | Isabelle Heyndrickx    | Dirk Vansintjan            | Ilse Coopman             | David Winkels           | Karel Meganck     | Marlies Brouwers     | Christian Herdt      | Senne Pottie        | Kelly Verheyen        |
| 9           | Dejan Stankovic        | Karen Maes                 | Ismail Ayed              | Kristof Schepers        | Niki Blondeel     | Dietrich Vandereyken | Sofie Vander Plaetse | Rosalia Csikos      | Jo Vanrutten          |
| 10          | Inge Moors             | Bert Kindermans            | Benedikte Demunck        | Marleen Desnouck        | Tony Fonteyne     | Hilde Van Steenkiste | Ibe Comhaire         | Benedicte Claes     | Joyce Loridan         |
| 11          | Chris Vervliet         | Magda Aelvoet              | Maarten Blommaert        | Joris Pijpen            | Bruno Van Dijck   | Robin Gouwy          | Heike Martensen      | Gilbert Jonkers     | Jos Bertrand          |
| 12          | Chancelvie Okitokandjo | Hendrik Schoukens          | Nabilla Ait Daoud        | Bart Tommelein          | Peter Roerhorst   | Shannah Coppens      |                      | Michel Vanhille     | Karin Temmerman       |
| 13          | Koen Geens             | Bart Staes                 | Geert Bourgeois          | Maggie De Block         | Maria Vindevoghel | Paul Boonefaes       | Nelly Maes           | Philippe De Coene   |                       |
| Opvolgers   |                        |                            |                          |                         |                   |                      |                      |                     |                       |
| 1           | Bram Van Hecke         | Ariane Giraneza Birekeraho | Jeroen Overmeer          | Sepp Tyvaert            | Wim Debucquoy     | Philip Claeys        | Andreas Terhorst     | Matthias Stoorvogel | Gloria Ghéquière      |
| 2           | Nathalie Lambrecht     | Mathias Bienstman          | Annabel Tavernier        | Souad Abihi             | Marijke Defieuw   | Hilde De Lobel       | Erika Schulze        | Aihong Fang         | Mauro Michielsen      |
| 3           | Mustafa Uzun           | Herlinde Vanhooydonck      | Hendrik Theunissen       | Liana Davtyan           | Stijn D'hondt     | Dimitri Hoegaerts    | Fausto Zeevaert      | Filip Keysers       | Asma Kareme           |
| 4           | Anaïs de Bethune       | Johan Langerock            | Analucio Moreno Concha   | Vincent Verbeecke       | Emine Cerkinaj    | Amber Deré           | Sandra Cavallo       | Kenneth Jah         | Wout Haentjens        |
| 5           | Sara Weemaes           | Jet Winterink              | Eddy Schelfhout          | Sabine Meyssen          | Nell Maes         | Marc Geraerts        | Erik Braeken         | Grietje Van Mol     | Nawal Idmansour       |
| 6           | Chelsea Nshuti         | Jordy Sabels               | Svetlana Nikolayonok     | Yolande Avontroodt      | Tim Joye          | Goedele Van Haelst   | Nathalie Fauvel      | Yuliya Shutyak      | Rayane El Hichou      |
| 7           | Christophe janssen     | Kee Verheyen               | Peter Keymeulen          | Roland Duchâtelet       | Joke Vandenbempt  | Liesbeth Vercaemst   |                      | Philippe Wattyn     | Clara Calis           |
| 8           | Wim Dries              | Johan Danen                | Ingeborg De Meulemeester | Guy Verhofstadt         | Bert De Belder    | Dieter De Quick      | Sonja Budts          | Joost Bonte         |                       |
| Bron        |                        |                            |                          |                         |                   |                      |                      |                     |                       |

#### Frans kiescollege
| Plaats      | Anticapitalistes            | DéFI                   | Ecolo                       | Les Engagés           | MR                | PS                        | PTB                       |             |
| Effectieven | Effectieven                 | Effectieven            | Effectieven                 | Effectieven           | Effectieven       | Effectieven               | Effectieven               | Effectieven |
| ----------- | --------------------------- | ---------------------- | --------------------------- | --------------------- | ----------------- | ------------------------- | ------------------------- | ----------- |
| 1           | Denis Verstraeten           | Fabrice Van Dorpe      | Saskia Bricmont             | Yvan Verougstraete    | Sophie Wilmès     | Elio Di Rupo              | Marc Botenga              |             |
| 2           | Charlotte Thomas            | Lailuma Sadid          | Olivier De Schutter         | Alda Greoli           | Olivier Chastel   | Estelle Ceulemans         | Sophie Lecron             |             |
| 3           | Philippe Poutou             | Serge Lowagie          | Léa Charlet                 | Christiane Collinet   | Benoît Cassart    | Duygu Celik               | Antonio Cocciolo          |             |
| 4           | Laure Horlait               | Onakoy Odimba Tandja   | Cedric Melin                | Abdelrhani Belhaloumi | Laura Hidalgo     | Luc Hennart               | Farah Mrabet              |             |
| 5           | Alain Tondeur               | Antonio Cucurachi Enio | Selina Adedeji Mortoni Sene | Caroline De Winter    | Adrien Croonen    | Dorcas Kayembe Stamili    | Gaetano Morreale          |             |
| 6           | Afroditi Maravelaki         | Charlotte Sandersen    | Xavier Scaufflaire          | David E. Muongo       | Arminé Hareyan    | Matthieu Liessens         | Jacyara Farias De Azevedo |             |
| 7           | Marcos Lancharro Rodriguez  | Alexandre Dermine      | Evelyne Huytebroeck         | Jean-Denis Lejeune    | Tanguy Stuckens   | Olivier Weyrich           | Elisa Munoz Gomez         |             |
| 8           | Roxanne Shalkouhi-Coutteure | Lucie Mbalaga Mangulia | Luc Pire                    | Claire Vandevivere    | Anne Barzin       | Julie Fernandez Fernandez | David Pestieau            |             |
| Opvolgers   |                             |                        |                             |                       |                   |                           |                           |             |
| 1           | Mélodie Vandelook           | Roland Bourgeois       | Stéphane Lepczynski         | Mathieu Perin         | Jonathan Biermann | Fabienne Winckel          | Michaël Verbauwhede       |             |
| 2           | Judith Palm                 | Valérie Vanroelen      | Kim Frédéric Evangelista    | Stéphanie Scailqain   | Mélanie Laroche   | Samuel Moiny              | Alice Verlinden           |             |
| 3           | Clara Seynaeve              | Bruno Nicolet          | Laura Manne                 | Jean-Albert Nyssens   | Simon Defat       | Ibtihal Fnine             | Khalid Hhabbad            |             |
| 4           | Antoine Renard              | Lise Batugowski        | Tony Demonté                | Valentine Grandjeen   | Lucie Rousselle   | Maxime Hardy              | Julie Maenaut             |             |
| 5           | Romain Bothuyne             | Philippe Lienard       | Adrien Blauen               | Isabelle Senepart     | Rakia Douidi      | Cassandra Luongo          | Leila Belafquih           |             |
| 6           | Silane Pont                 | Lauralie De Leener     | Isabelle Durant             | Josy Arens            | Thomas Cialone    | Paul-Olivier Delannois    | Charlie Le Paige          |             |
| Bron        |                             |                        |                             |                       |                   |                           |                           |             |

#### Duitstalig kiescollege
| Plaats      | CSP            | Ecolo             | PFF-MR                 | ProDG             | SP                      | Vivant         |
| Effectieven | Effectieven    | Effectieven       | Effectieven            | Effectieven       | Effectieven             | Effectieven    |
| ----------- | -------------- | ----------------- | ---------------------- | ----------------- | ----------------------- | -------------- |
| 1           | Pascal Arimont | Shqiprim Thaqi    | Sacha Brandt           | Liesa Scholzen    | Charles Servaty         | Alain Mertes   |
| Opvolgers   |                |                   |                        |                   |                         |                |
| 1           | Fabrice Paulus | Julia Lieske      | Donovan-Jason Niessen  | Karin Messerich   | Evi Niessen             | Michael Balter |
| 2           | Steffi Pauels  | Willi Filz        | Verena Posch           | Stephan Zilles    | Jean-Pierre Wetzels     | Aimée Lamour   |
| 3           | Belinda Geiben | Ulrike Günther    | Daniel Dispas          | Amina Muharemovic | Melisa Gjokeja          | Andreas Meyer  |
| 4           | Saskia Langer  | Issa Gamboulatov  | Nicole Enders-Buchmann | Sven Müllender    | James Wagner            | Diana Stiel    |
| 5           | Daniel Franzen | Laurence Fraipont | Michael Heck           | Stephanie Mertes  | Sarah Schopp-Wierzynski | Marco Hoffman  |
| 6           | Tom Peerboom   | Pascal Collubry   | Yvonne Christmann      | Luka Hennen       | Alfred Ossemann         | Silvia Thieme  |
| Bron        |                |                   |                        |                   |                         |                |

## Uitslag

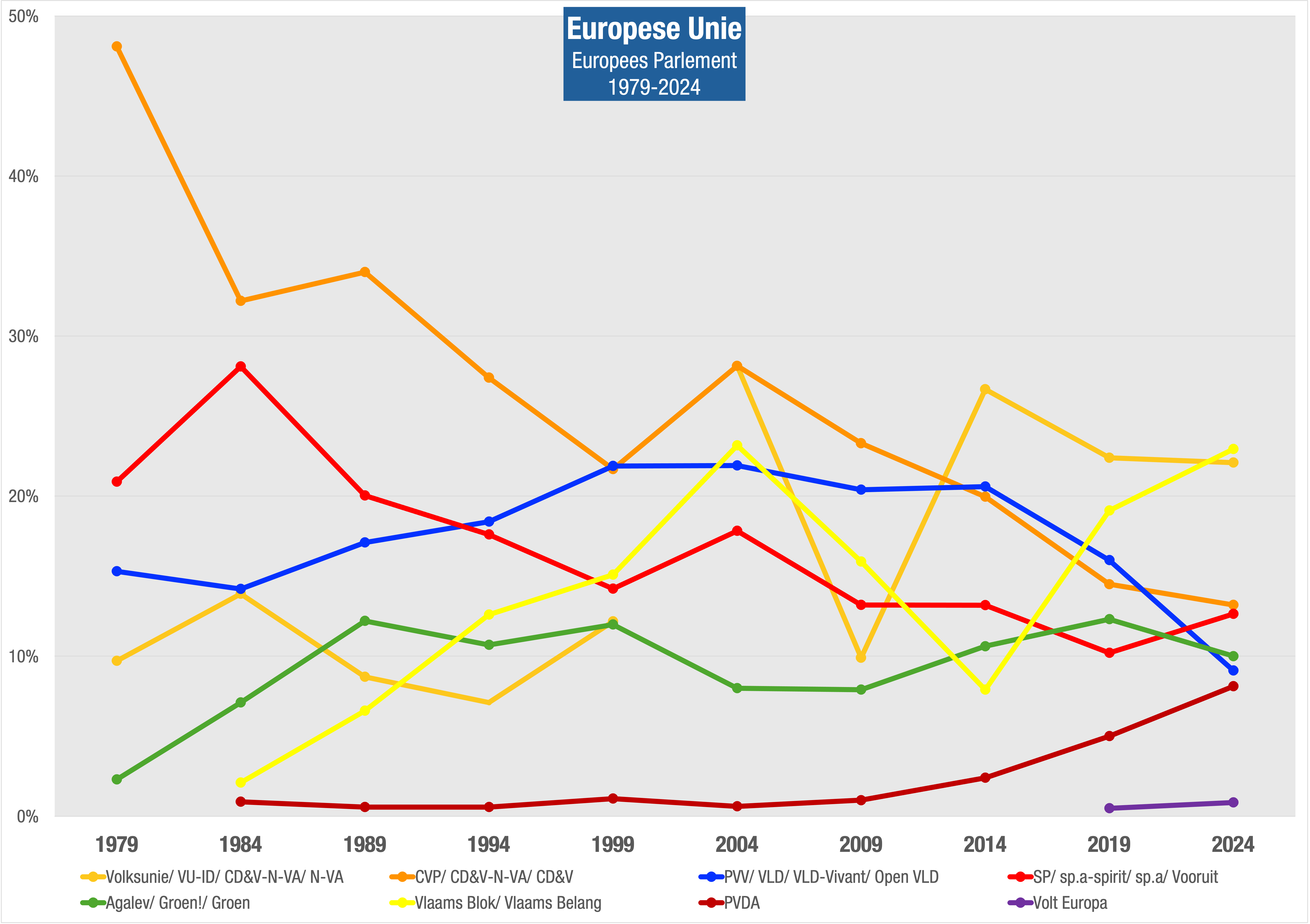
Grafiek van de Vlaamse partijen en hun behaalde resultaten voor het Europees Parlement van 1979 tot en met 2024, uitgedrukt in procenten.

| Uitslagen in België    | Uitslagen in België | Uitslagen in België | 2024   | 2024      | 2024  | 2019   | 2019 | verschil |
| Partij                 | Partij              | Europese fractie    | Zetels | Stemmen   | %     | Zetels | %    | Zetels   |
| ---------------------- | ------------------- | ------------------- | ------ | --------- | ----- | ------ | ---- | -------- |
| Nederlands kiescollege |                     |                     |        |           |       |        |      |          |
|                        | VB                  | ID                  | 3      | 1.034.112 | 22,94 | 3      | 19,1 | =        |
|                        | N-VA                | ECR                 | 3      | 995.868   | 22,09 | 3      | 22,4 | =        |
|                        | cd&v                | EVP                 | 2      | 594.968   | 13,20 | 2      | 14,5 | =        |
|                        | Vooruit             | S&D                 | 2      | 570.067   | 12,64 | 1      | 10,2 | +1       |
|                        | Groen               | Groenen/EVA         | 1      | 450.781   | 10,00 | 1      | 12,3 | =        |
|                        | Open Vld Renew EU   | ALDE                | 1      | 410.473   | 9,11  | 2      | 16,0 | -1       |
|                        | PVDA                | GUE/NGL             | 1      | 366.285   | 8,12  | 0      | 5,0  | +1       |
|                        | Voor U              |                     | 0      | 47.243    | 1,05  | -      | -    | -        |
|                        | Volt Europa         | Groenen/EVA         | 0      | 38.713    | 0,86  | 0      | 0,5  | -        |
| Frans kiescollege      |                     |                     |        |           |       |        |      |          |
|                        | MR                  | ALDE                | 3      | 900.413   | 34,88 | 2      | 19,3 | +1       |
|                        | PS                  | S&D                 | 2      | 529.697   | 20,52 | 2      | 26,7 | =        |
|                        | PTB                 | GUE/NGL             | 1      | 397.055   | 15,38 | 1      | 14,6 | =        |
|                        | Les Engagés         | EDP                 | 1      | 368.668   | 14,28 | 1      | 8,9  | =        |
|                        | Ecolo               | Groenen/EVA         | 1      | 259.745   | 10,06 | 2      | 19,9 | -1       |
|                        | DéFI                |                     | 0      | 75.243    | 2,91  | 0      | 5,9  | -        |
|                        | Anticapitalistes    |                     | 0      | 50.758    | 1,97  | -      | -    | -        |
| Duitstalig kiescollege |                     |                     |        |           |       |        |      |          |
|                        | CSP                 | EVP                 | 1      | 15.169    | 34,93 | 1      | 34,9 | =        |
|                        | ProDG               |                     | 0      | 7.134     | 16,43 | 0      | 13,1 | -        |
|                        | PFF-MR              | ALDE                | 0      | 5.891     | 13,57 | 0      | 11,5 | -        |
|                        | Vivant              |                     | 0      | 5.281     | 12,16 | 0      | 11,2 |          |
|                        | SP                  | S&D                 | 0      | 5.131     | 11,82 | 0      | 11,4 | -        |
|                        | Ecolo               | Groenen/EVA         | 0      | 4.819     | 11,10 | 0      | 16,4 | -        |

## Verkozenen
- Sophie Wilmès (MR, 543.821)
- Tom Vandendriessche (VB, 318.151)
- Johan Van Overtveldt (N-VA, 213.609)
- Elio Di Rupo (PS, 181.797)
- Wouter Beke (CD&V, 146.745)
- Bruno Tobback (Vooruit, 109.294)
- Kathleen Van Brempt (Vooruit, 105.972)
- Sara Matthieu (Groen, 88.757)
- Marc Botenga (PTB, 87.263)
- Assita Kanko (N-VA, 76.493)
- Olivier Chastel (MR, 72.761)
- Rudi Kennes (PVDA, 72.434)
- Gerolf Annemans (VB, 71.726)
- Hilde Vautmans (Open Vld, 71.557)
- Barbara Bonte (VB, 69.077)
- Yvan Verougstraete (Les Engagés, 63.530)
- Kris Van Dijck (N-VA, 58.093)
- Saskia Bricmont (Ecolo, 53.192)
- Liesbet Sommen (CD&V, 48.512)
- Benoît Cassart (MR, 48.365)
- Estelle Ceulemans (PS, 45.260)
- Pascal Arimont (CSP, 11.035)